# Ткач, Василий Евгеньевич
Василий Евгеньевич Ткач — директор совхоза «Усть-Удинский» Усть-Удинского района Иркутской области, Герой Социалистического Труда  (1971).

## Биография
Родился в Закарпатской Украине, в семье земледельцев. После рождения Василия семья была сослана в село Максимовщина Восточно-Сибирской губернии.
В 1941 был призван в Красную армию. Служил командиром артиллерийского расчета. Был ранен. На Малой Земле получил медаль «За боевые заслуги». Василий Евгеньевич получил также орден Красной Звезды.
После войны поселился в селе Мамоны. Трудился зоотехником в местном совхозе. В 1963 назначен директором совхоза «Усть-Удинский». Под руководством Василия Евгеньевича совхоз стал в Иркутской области одним из первых по всем показателям.

## Награды
В 1971 В. Е. Ткач был удостоен звания Героя Социалистического Труда.